# MSV Düsseldorf
Der MSV Düsseldorf (offiziell: Marokkanischer Sport-Verein Düsseldorf 1995 e. V.) ist ein Fußballverein aus Düsseldorf. Die erste Mannschaft der Männer spielte in der Saison 2022/23 in der Oberliga Niederrhein.

## Geschichte
Der Verein wurde im Jahre 1995 als MSV Hilal Düsseldorf gegründet. Dieser stieg im Jahre 2012 erstmals in die Bezirksliga auf und musste zwei Jahre später wieder in die Kreisliga A absteigen. Parallel dazu wurde im Jahre 2008 der FC Maroc Düsseldorf gegründet, der im Jahre 2014 erstmals in die Bezirksliga aufstieg. Zwei Jahre später fusionierten beide Vereine zum MSV Düsseldorf. Der neue Club übernahm den Platz des FC Maroc in der Bezirksliga und schaffte in der Saison 2016/17 auf Anhieb den Aufstieg in die Landesliga Niederrhein. Fünf Jahre später stiegen die Düsseldorfer in die Oberliga Niederrhein auf. In der darauffolgenden Saison stiegen die Düsseldorfer als Tabellensechzehnter des 21er-Teilnehmerfeldes jedoch umgehend wieder in die Landesliga ab und wurde in der folgenden Saison 2023/24 in die Bezirksliga durchgereicht.

## Erfolge
- Aufstieg in die Oberliga Niederrhein: 2022
- Aufstieg in die Landesliga Niederrhein: 2017

## Persönlichkeiten
- Alon Abelski
- Mehmet Boztepe
- Assani Lukimya
- King Manu
- Marcel Podszus